# Винтовка

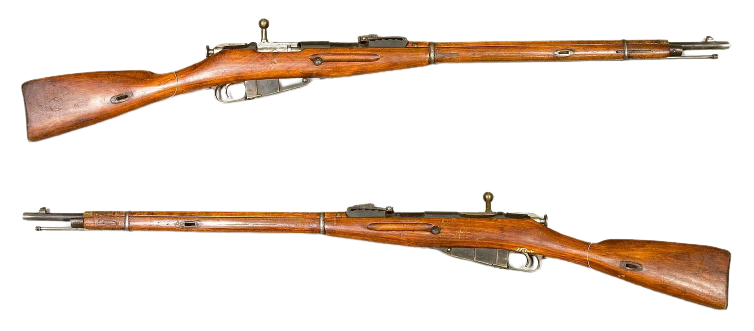
Винтовка Мосина

Винто́вка (сокращение от «пищаль-винтовка», от «винтовальная пищаль», от винт, в свою очередь, предположительно от нем. Gewinde «нарезка; резьба») — нарезное стрелковое оружие, конструктивно предназначенное для удержания и управления при стрельбе двумя руками с упором приклада в плечо.
Официально термин «винтовка» был впервые введён в 1856 году для принятого в тот год на вооружение винтовального ружья как название, «понятное для всякого солдата и объясняющее ему главное начало, на котором основано успешное действие нарезного оружия». До этого нарезное оружие в русской армии официально называлось винтовальным ружьём, до последней четверти XVIII века — винтовальной фузеей, а до первой четверти — винтовальной пищалью.
Само же слово «винтовка» известно, по крайней мере, с 1661 года и использовалось весь XVIII век. Так, в документах 1773 г. о Пугачёвском бунте упоминается «ружьё винтовка». В ироикомической поэме «Вергилиева Энеида, вывороченная наизнанку» 1791 года Николая Осипова есть строка «Как пули из винтовки мчались»[значимость факта?]. Слово «винтовка» употребляют Пушкин («История Пугачёва», «Капитанская дочка», стихотворение «Воевода»), Лермонтов (стихотворения «Беглец», «Свиданье», «Винтовка пулю верную послала…», очерк «Кавказец», роман «Герой нашего времени», поэма «Измаил-Бей» и др.), Д. В. Давыдов. Иногда считается, что оно происходит из терминологии, применявшейся по отношению к нарезному оружию казаками.
В современной русскоязычной терминологии слово «ружьё» практически однозначно закреплено за гладкоствольным оружием и к оружию нарезному обычно уже не применяется. Однако во многих иностранных языках (например, во французском («Fusil» может значить и дробовик и собственно винтовку и автомат (fusil d’assault)) и немецком (Gewehr)) термины «винтовка» и «ружьё» по-прежнему не разделены и эти виды оружия обозначаются общим словом, которое переводится в зависимости от ситуации. В то же время несмотря на то, что крупнокалиберная снайперская винтовка была изобретена в Германии, её немецкоязычное название заимствовано из английского полностью и она называется «anti-materiel rifle», в то же время автомат называется «Sturmgewehr».
Винтовку с уменьшенной длиной ствола принято называть карабином.

## История
Основной причиной появления винтовок послужила необходимость увеличения кучности боя гладкоствольных ружей. Предшественник винтовки, гладкоствольный мушкет, отличался слабой точностью боя, так как при выстреле пуля свободно двигалась в гладком канале ствола и получала неконтролируемое вращение. Опытным путём было выяснено, что ружья с нарезкой в канале ствола позволяют точно стрелять на расстояния больше 100 м.
Первые образцы оружия с винтовой нарезкой появились в начале XVI века. Их применение долго было ограниченным. Одна из причин — дороговизна и трудоёмкость в производстве. Но главная причина — очень долгое время перезарядки по сравнению с гладкоствольными ружьями — пулю в нарезной ствол приходилось загонять от дула к казённой части молотком. Поэтому нарезными ружьями (чаще всего нарезными карабинами увеличенного калибра — штуцерами) вооружали лишь небольшую часть пехоты (егерей).
В XVIII веке винтовки использовались в Сибири — не для боёв, а для промысла зверей и самообороны: так, по словам Беринга в 1730 году «при Охоцку и при Камчатке… не имели ружья, луков и стрел, а больше надлежит оным служилым людям иметь из ружья винтовки».
Первый шаг к созданию более совершенной винтовки сделал французский капитан Анри Дельвинь в 1826 году (см. Система Дельвиня). Он сделал камору ствола с меньшим внутренним диаметром, чем канал: упираясь в края каморы, пуля раздавалась в стороны благодаря ударам шомпола и при выстреле входила в нарезы ствола. Позднее Дельвинь предложил цилиндро-коническую продолговатую пулю и практически доказал её выгоду. Штуцеры системы Дельвиня нашли ограниченное применение в армиях Австрии и Сардинии.
В 1832 году брауншвейгский офицер Бернерс предложил штуцер с двумя нарезами, в которые вкладывалась пуля с двумя выступами. Пуля не заполняла нарезы целиком, прорыв газов получался значительным, заряжать было непросто — в боевой ситуации выступы не сразу попадали в канавки на дульном срезе ствола. Этот штуцер был принят на вооружение в Бельгии, а в 1843 году — и в России, где получил название «литтихского» («люттихского», то есть льежского). Эти и подобные винтовки, несколько модернизированные Гартунгом при переделке гладкоствольных ружей, применялись застрельщиками русской пехоты во время Крымской войны.
В 1842 году французский полковник Луи Тувенен значительно усовершенствовал винтовку Дельвиня, установив в конце ствола стержень. Пуля с конической выемкой, сев на стержень, под давлением шомпола расширялась равномернее, обеспечивая хорошую обтюрацию при выстреле. Винтовками Тувенена была вооружена французская лёгкая пехота во время Крымской войны.
В 1847 году французский капитан Клод Минье предложил пулю так называемого расширительного типа, которая настолько упростила заряжание нарезного ружья с дула, что им вскоре вооружились большинство европейских армий. Пуля Минье, сделанная из свинца, имела сзади коническую выемку, в которую вставлялась коническая железная чашечка, не доходящая до дна выемки. При выстреле чашечка, будучи значительно легче пули, получала большее ускорение и доходила до дна выемки, расширяя мягкую пулю и вгоняя её в нарезы.
С появлением скорострельного нарезного оружия, стреляющего такими пулями, а также с общим развитием промышленности, появилась возможность дать нарезное оружие всей пехоте, а не только лучшим стрелкам. Это новое оружие первоначально получило в английском языке обозначение «нарезной мушкет» (англ. rifled musket), и быстро вытеснило прежние гладкоствольные мушкеты-ружья и нарезные винтовки-штуцеры. Впоследствии для этого оружия вновь был официально введён более короткий и удобный термин rifle. В русском языке то же оружие сначала получило аналогичное по смыслу название — «винтовальное [то есть, нарезное] ружьё», но в 1856 году, с принятием на вооружение нового винтовального ружья в русской армии, для него было введено новое обозначение — «винтовка», «понятное для всякого солдата и объясняющее ему главное начало, на котором основано успешное действие нарезного оружия».
Однако изобретатели не знали, что ещё в 1836 году оружейный мастер Иоганн Дрейзе предложил прусскому правительству свою казнозарядную винтовку. Она была принята на вооружение в 1841 году. Было изготовлено некоторое количество этих винтовок, но они держалась в секрете, который был раскрыт лишь во время революции 1848 года, когда в Берлине восставшая толпа штурмом взяла арсенал.
Винтовки Дрейзе должны быть изготовлены заново, в то время как винтовки Тувенена и Минье получались простой переделкой старых ружей. Поэтому такими винтовками в 50-х годах XIX века были перевооружены все европейские армии.
В 1852 году английским ружейным мастером Вилькинсоном и австрийским капитаном Лоренцем были предложены компрессионные (сжимающиеся) пули. Поперечные канавки на пуле способствовали её сжатию под давлением газов по длине и соответствующему расширению в стороны. Эту схему, требовавшую точного изготовления пуль и стволов, приняли в Австрии, Швейцарии и Саксонии.

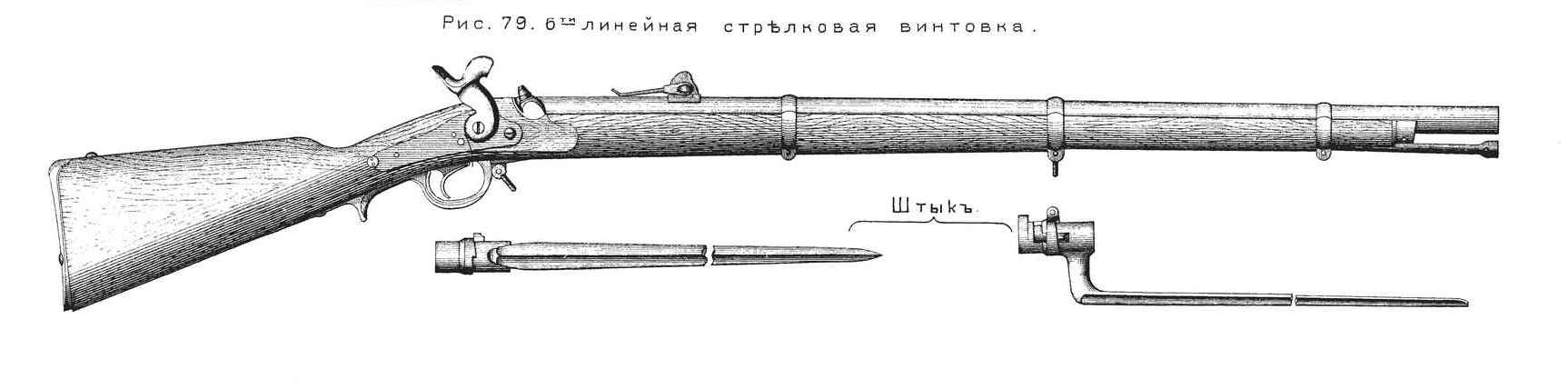
Русская 6-линейная винтовка обр. 1856 года — капсюльная, дульнозарядная

В Великобритании в 1853 году была принята на вооружение винтовка Энфилд, которая заряжалась с дула пулями Притчетта (упрощённый вариант пули Минье, имевший вместо железной чашечки деревянную втулку). Этой винтовкой была вооружена английская армия во время Крымской войны.
В середине XIX века стали в больших количествах появляться конструкции нарезных ружей, заряжающихся с казённой части, а не с дула, что ещё ускоряло скорость заряжания, а также делало возможным заряжание из положения лёжа. В них применялись самые разнообразные конструкции затворов — откидные, качающиеся, крановые и другие.

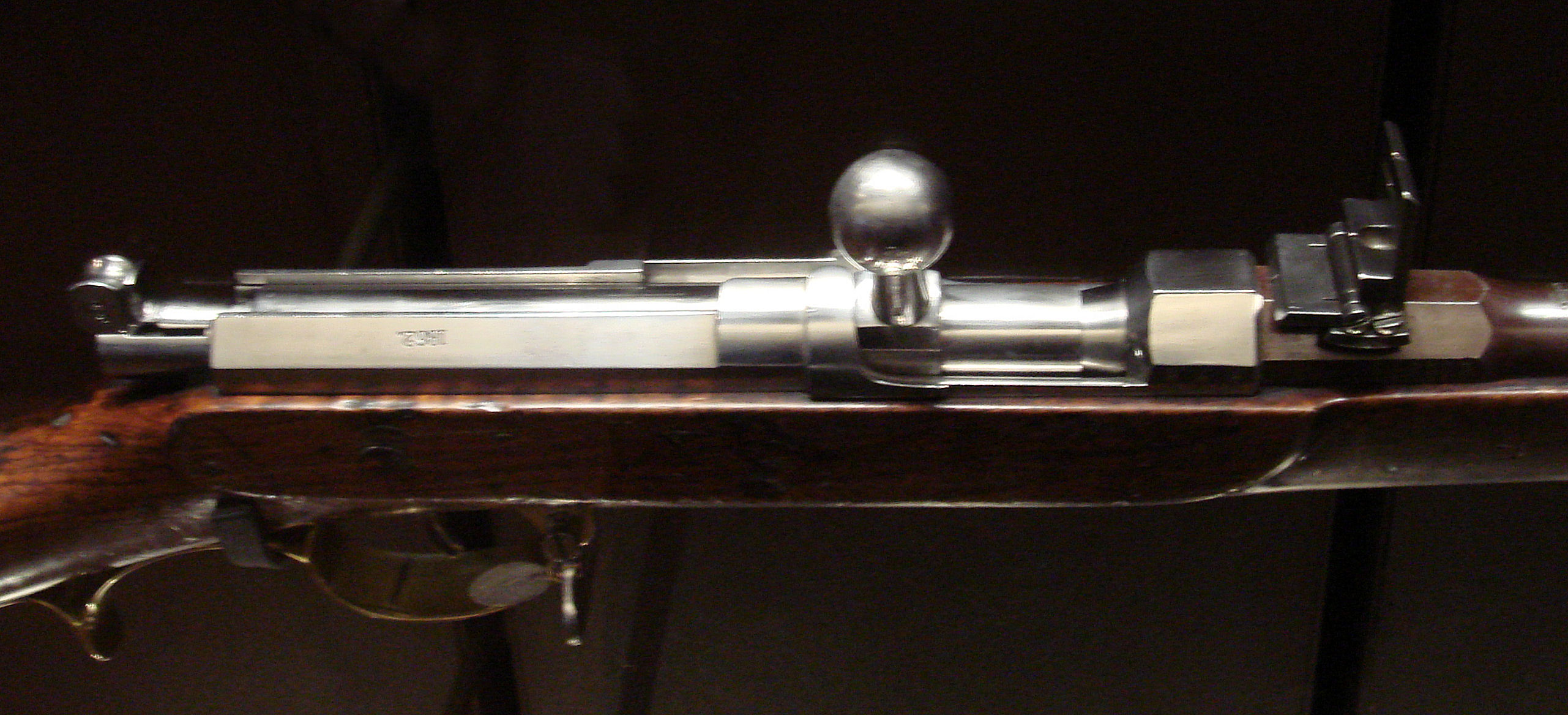
Затвор Дрейзе

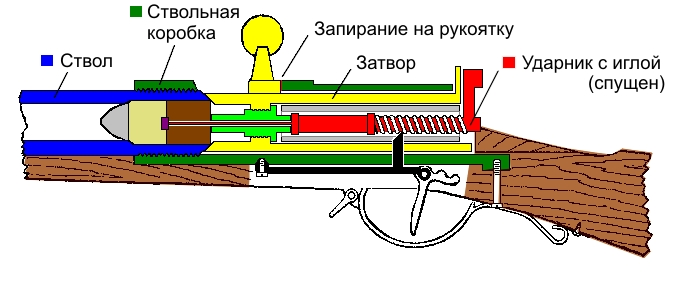
…и схема устройства.

Одной из наиболее удачных и перспективных среди этих ранних конструкций казнозарядного оружия, однако, была игольчатая винтовка Дрейзе 1841 года, впервые оснащённая продольно-скользящим затвором. Сама по себе она была ещё весьма несовершенна, в частности, использовала бумажный патрон с капсюлем, расположенным в донце пули, из-за чего для производства выстрела его проходилось протыкать длинной иглой, которая часто ломалась. Однако это уже был самый настоящий унитарный патрон, да и продольно-скользящий затвор оказался весьма рациональным элементом, и впоследствии многократно копировался.
Впоследствии было, правда, создано определённое количество систем со скользящими затворами, в той или иной степени подражавших конструкции Дрейзе, в том числе — винтовки Грина с «двухпульной» системой обтюрации, Линдрена, Терри и другие, но практически все они были малоудачными и особого распространения не получили. Система Грина была принята в Сербии для переделки дульнозарядных винтовок Лоренца, но долго на вооружении не продержалась из-за очень низкой надёжности, — было выпущено всего около 12 тысяч штук. В России по системе Терри, улучшенной оружейником Норманом, было переделано несколько десятков тысяч устаревших дульнозарядных винтовок. Всё это были винтовки, заряжаемые не унитарными бумажными патронами, с отдельным капсюлем, надеваемым на бранд-трубку, очень простые по конструкции, — их затворы представляли собой по сути простую цилиндрическую заглушку, вставлявшуюся в ствол с казённого среза и запиравшуюся поворотом, — но и намного менее совершенные, чем система Дрейзе.
Следующая удачная и массово применявшаяся конструкция военной винтовки с продольно-скользящим затвором появилась лишь через более чем 20 лет после Дрейзе во Франции — игольчатая винтовка Шасспо. Эта винтовка, принятая на вооружение во Французской империи в 1866 году, имела все основные конструктивные черты, которые впоследствии будут характерны для однозарядных и магазинных винтовок с продольно-скользящим затвором.
В 1867 году в Российской империи приняли на вооружение отчасти похожую на системы Дрейзе и Шасспо игольчатую винтовку Карле, которая использовалась в русско-турецкой войне 1877-78 годов. Примерно тогда же, в 1868 году, в Италии была введена игольчатая винтовка Каркано, переделывавшаяся из старых 7-линейных дульнозарядных ружей и считающаяся неудачной.
В 1869 году в России на вооружение была принята винтовка Крнка, которая также переделывалась из старых с дула заряжаемых винтовок.
Следствием массового применения нарезного стрелкового оружия с увеличенной дальностью стрельбы стало огромное превосходство обороняющейся в траншеях пехоты над наступающим противником, что впервые было продемонстрировано во время Гражданской войны в США.

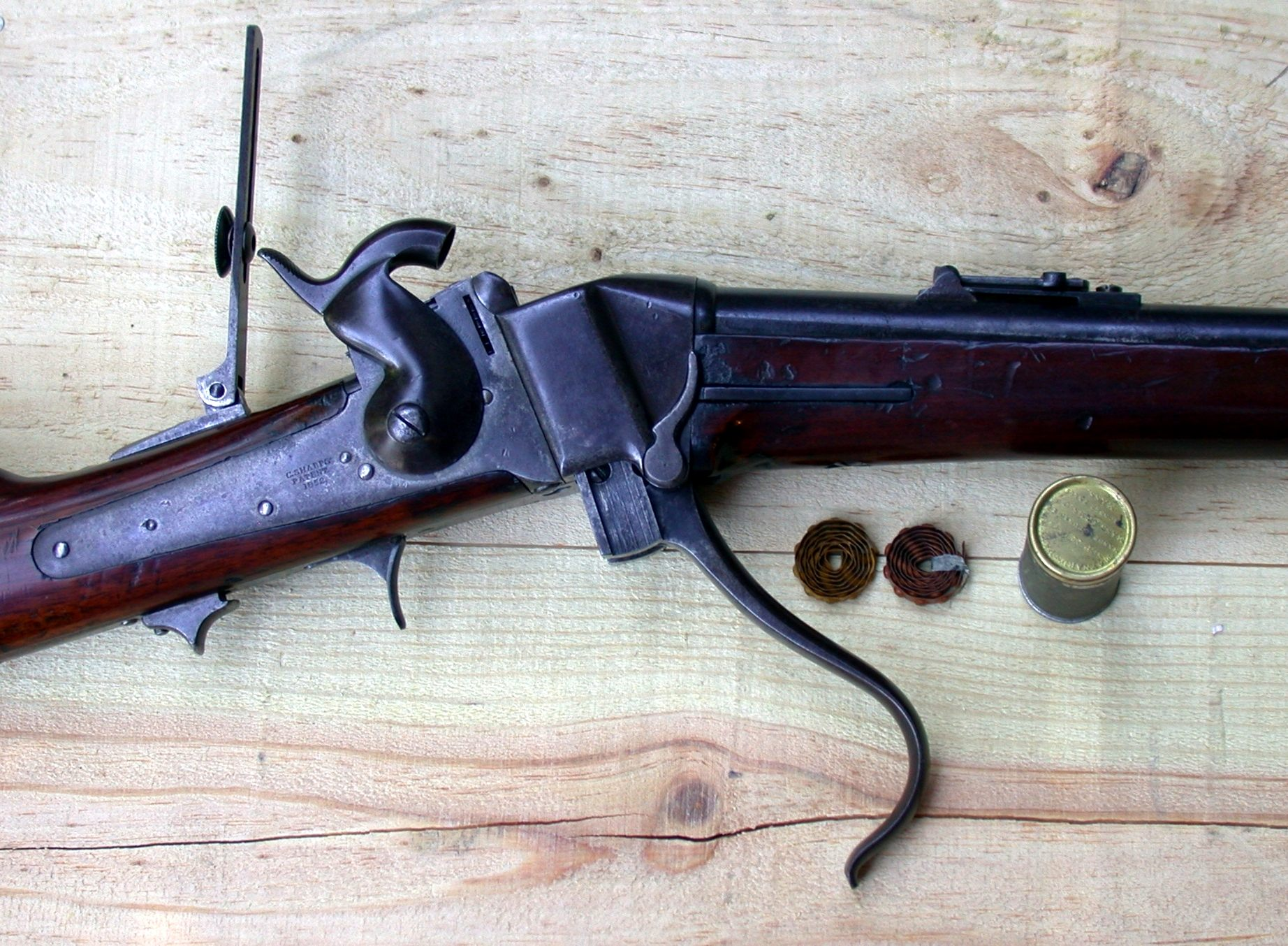
Винтовка Шарпса, клиновый затвор открыт

В США в 1859 году появилась винтовка Шарпса с клиновым затвором. Там же был создан целый ряд очень скорострельных для своего времени магазинных многозарядных винтовок с продольно скользящим затвором, движением которого управляла подвижная спусковая скоба (система Генри). В них использовались маломощные патроны револьверного типа с кольцевым воспламенением, поэтому военное применение их было весьма ограниченным, тем не менее они были исключительно популярны и сыграли большую роль в освоении так называемого «Дикого Запада». Наиболее известной из ранних магазинных винтовок стала винтовка Спенсера с крановым затвором. Но, несмотря на успех магазинных винтовок Спенсера и Генри в ходе Гражданской войны в США, ни американская армия, ни большинство других армий в то время не пожелали вооружить всех солдат оружием, способным выпустить весь носимый боекомплект солдата за несколько минут. Огромной популярностью в США пользовалась винтовка рычажного действия Winchester Model 1873, которая известна как «ружьё, завоевавшее Запад» (англ. The Gun that Won the West).

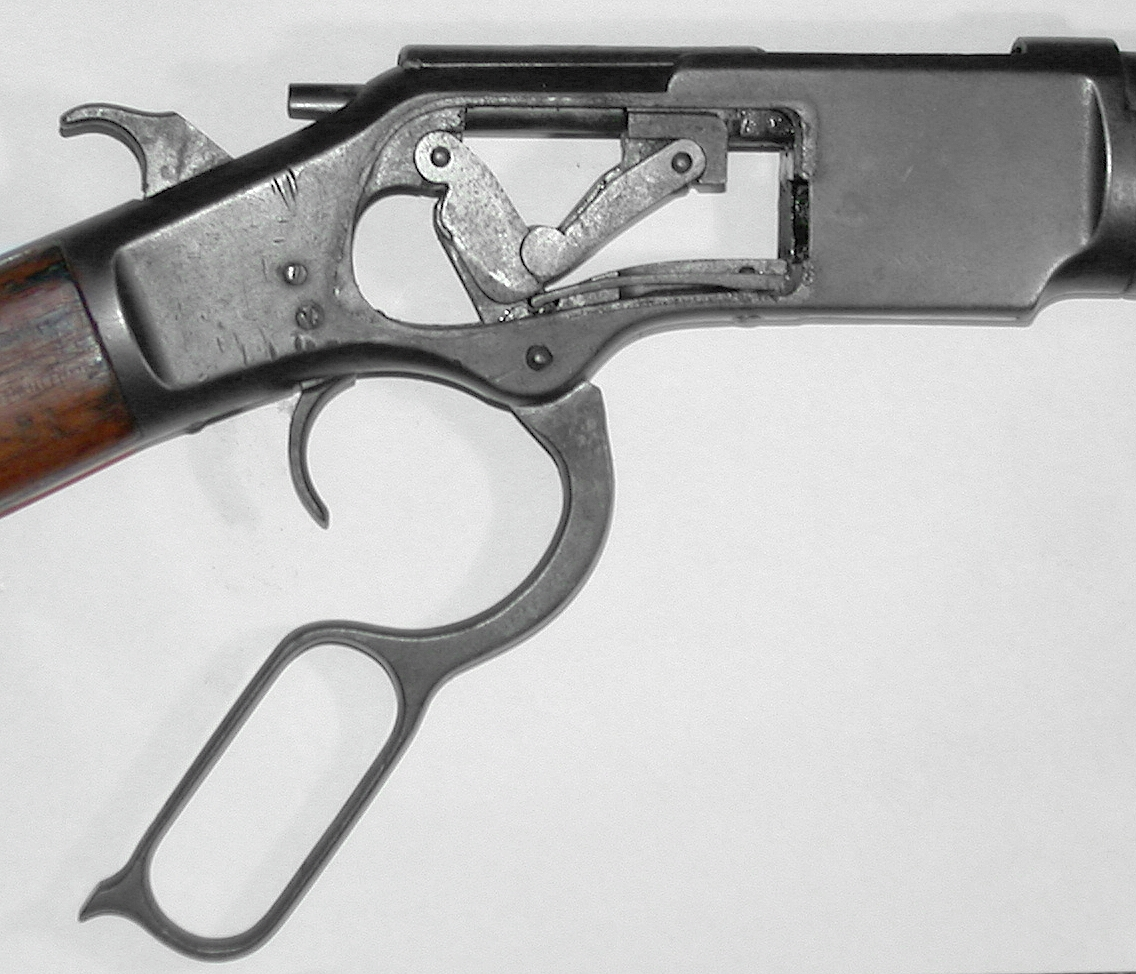
Механизм винтовки Winchester Model 1873

В 1870 году в России была принята винтовка американской системы Бердана № 2, имевшая в целом похожий по конструкции на французский продольно-скользящий затвор, но уже использовавшая более совершенные патроны центрального воспламенения с металлической гильзой, позволившие окончательно решить проблемы с достижением обтюрации и в целом повысить надёжность работы оружия.

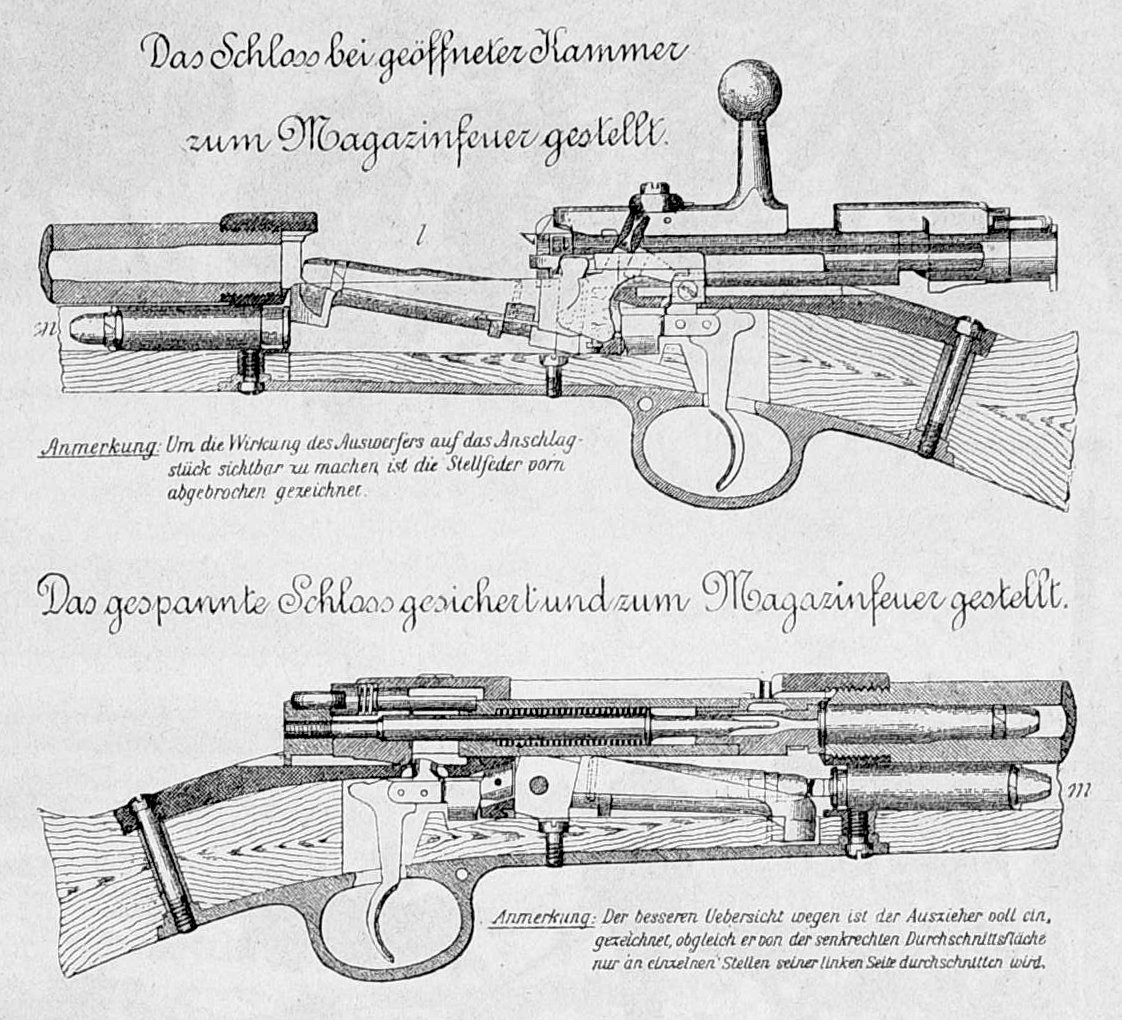
Продольно-скользящий затвор позволял наиболее просто организовать подачу патронов из магазина.

В 1871 году в Германии была принята на вооружение винтовка Gewehr 1871 конструкции братьев Петера Пауля и Вильгельма Маузер под патрон с металлической гильзой, также со скользящим затвором. За немцами последовали французы, в 1874 году приняв винтовку Гра, представлявшую собой переделку игольчатой системы Шасспо под патрон с металлической гильзой. Старые винтовки с откидными, качающимися и клиновыми затворами просуществовали ещё до конца XIX века, но новые военные системы после середины 1870-х годов создавались почти исключительно со скользящими затворами.
Магазинные винтовки были приняты на вооружение практически во всех развитых странах во второй половине 1880-х — начале 1890-х годов, причём все они, за редким исключением, использовали продольно-скользящие затворы. Ближе к концу XIX века появилась, возможно, наиболее удачная и совершенная система такого оружия — винтовка Маузера 1898 года, имевшая очень прочный затвор, запираемый на три боевых упора, и вынесенную далеко назад длинную, отогнутую вниз рукоятку. Появляются винтовки с затвором «прямого действия», в которых стрелок был избавлен от необходимости поворачивать затвор вручную для достижения запирания и отпирания канала ствола, так как это осуществлялось специальным механизмом, — для перезарядки было достаточно отвести затвор назад и дослать вперёд (винтовка Маннлихера, винтовка Росса и другие).
В 1891 году в Российской империи была принята на вооружение 7,62-мм магазинная винтовка Мосина. В общей сложности эта винтовка с незначительными модернизациями находилась на вооружении войск России и СССР около 60 лет.

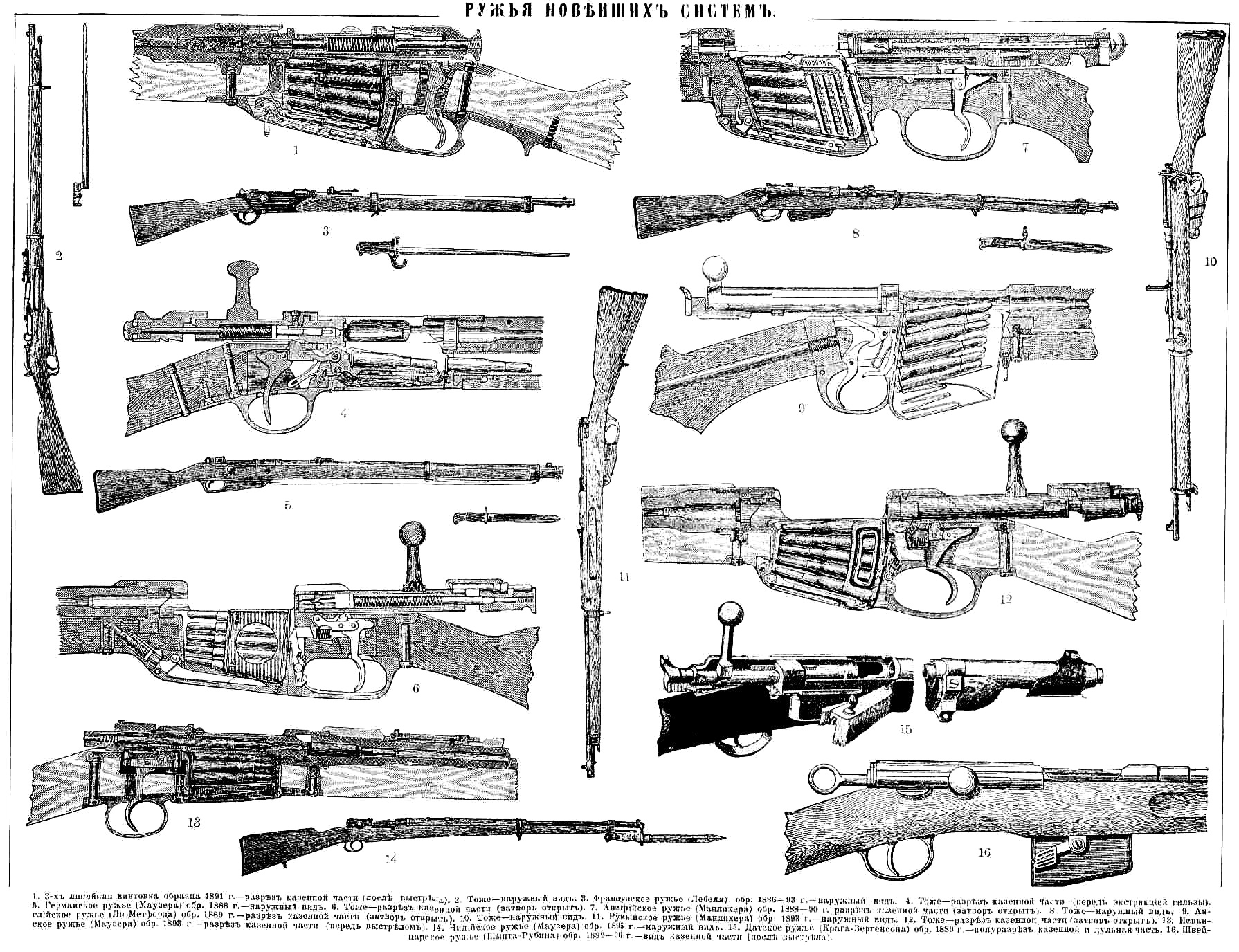
Винтовки в 1905 г.

После Второй мировой войны большинство армий мира используют автоматические и самозарядные винтовки и карабины, а также штурмовые винтовки (автоматы). Как исключение можно привести некоторые снайперские винтовки и оружие церемониальных подразделений.

## Современная официальная терминология
Межгосударственный стандарт ГОСТ 28653-90 «Оружие стрелковое. Термины и определения», введённый в действие 1 июля 1991 года, даёт следующие определения термину «винтовка» и связанным с ним:
1. винтовка — нарезное стрелковое оружие, конструктивно предназначенное для удержания и управления при стрельбе двумя руками с упором приклада в плечо;
2. снайперская винтовка — боевая винтовка, конструкция которой обеспечивает повышенную точность стрельбы;
3. карабин — облегчённая винтовка с укороченным стволом;
4. автомат — автоматический карабин.

## Исторические типы винтовок
| Винтовки            |                      |                   |                         |                        |                  |                   |                    |                   |                        |                   |
| Дульнозарядные      | Дульнозарядные       | Казнозарядные     | Казнозарядные           | Казнозарядные          | Казнозарядные    | Казнозарядные     | Казнозарядные      | Казнозарядные     | Казнозарядные          | Казнозарядные     |
| Кремнёвый замок     | Нарезные мушкеты     | Однозарядные      | Однозарядные            | Однозарядные           | Однозарядные     | Однозарядные      | Однозарядные       | Магазинные        | Магазинные             | Магазинные        |
| Кремнёвый замок     | Нарезные мушкеты     | Клиновый затвор   | Качающийся затвор       | Откидной затвор        | Крановый затвор  | Скользящий затвор | Скользящий затвор  | Скользящий затвор | Скользящий затвор      | Рычажные          |
| Кремнёвый замок     | Нарезные мушкеты     | Клиновый затвор   | Качающийся затвор       | Откидной затвор        | Крановый затвор  | Игольчатые        | Ударниковые        | Поворотный затвор | Прямой затвор          | Рычажные          |
| Винтовальная пищаль | Pattern 1853 Enfield | Винтовка Шарпса   | Remington M1867         | Винтовка Крнка         | Винтовка Верндля | Винтовка Шасспо   | Винтовка Бердана   | Винтовка Мосина   | Steyr Mannlicher M1895 | Винтовка Генри    |
| Штуцер              | Винтовка Лоренца     | Винтовка Комблена | Винтовка Пибоди-Мартини | Snider-Enfield         |                  | Винтовка Дрейзе   | Винтовка Гра       | Mauser 98         | Винтовка Росса         | Винтовка Спенсера |
|                     | Springfield M1861    | Винтовка Милонаса | Springfield M1871       | Винтовка Венцля        |                  | Винтовка Карле    | Vetterli Mod. 1870 | Springfield M1903 | Schmidt-Rubin M1889    | Winchester M1860  |
|                     |                      |                   | Винтовка Вердера        | Винтовка Баранова      |                  |                   | Gewehr 1871        | Тип 38            |                        | Winchester M1866  |
|                     |                      |                   |                         | Springfield M1866      |                  |                   | Винтовка Веттерли  | Lee-Enfield       |                        | Winchester M1873  |
|                     |                      |                   |                         | Schneider-Tabatière    |                  |                   | Мурата             | Carcano Mod. 91   |                        | Winchester M1894  |
|                     |                      |                   |                         | Винтовка Альбини       |                  |                   |                    | Krag-Jørgensen    |                        |                   |
|                     |                      |                   |                         | Springfield model 1865 |                  |                   |                    | Lebel M1886       |                        |                   |
|                     |                      |                   |                         | Springfield model 1873 |                  |                   |                    | Gevär m/96        |                        |                   |

## Список винтовок первой половины XX века, стоявших на вооружении
| Название                | Изображение | Страна               | Патрон                     | Затвор     | Год      |
| ----------------------- | ----------- | -------------------- | -------------------------- | ---------- | -------- |
| Винтовка Мосина         |             | Россия               | 7,62×54 мм R               | Поворотный | 1891 год |
| Mauser 98               |             | Германия             | 7,92×57 мм                 | Поворотный | 1898 год |
| Steyr Mannlicher M1895  |             | Австро-Венгрия       | 8×50 мм R                  | Прямой     | 1895 год |
| Fuzil Ludwig Loewe 1894 |             | Бразилия             | 7×57 мм                    | Поворотный | 1894 год |
| Springfield M1903       |             | США                  | 7,62×63 мм                 | Поворотный | 1900 год |
| Тип 38                  |             | Япония               | 6,5×50 мм Арисака          | Поворотный | 1905 год |
| Тип 99                  |             | Япония               | 7,7×58 мм Арисака          | Поворотный | 1939 год |
| Lee-Enfield No.1 Mk III |             | Великобритания       | 7,7×56 мм R                | Поворотный | 1895 год |
| Carcano Mod. 91         |             | Италия               | 6,5×52 мм Манлихер-Каркано | Поворотный | 1891 год |
| Krag-Jørgensen          |             | Норвегия · Швеция    | 6,5×55 мм                  | Поворотный | 1894 год |
| Krag-Jørgensen          | Дания       | 8×58 мм R            |                            | Поворотный | 1894 год |
| Lebel M1886             |             | Франция              | 8×50 мм R Лебель           | Поворотный | 1886 год |
| MAS-36                  |             | Франция              | 7,5×54 мм                  | Поворотный | 1936 год |
| Mauser-Vergueiro        |             | Португалия           | 6,5×58 мм Vergueiro        | Поворотный | 1904 год |
| Schmidt-Rubin M1889     |             | Швейцария            | 7,5×55 мм Шмидт-Рубин      | Прямой     | 1889 год |
| Gevär m/96              |             | Швеция               | 6,5×55 мм                  | Поворотный | 1896 год |
| Gevär m/40              |             | Швеция               | 8×63 мм                    | Поворотный | 1940 год |
| Mannlicher-Schönauer    |             | Греция               | 6,5×54 мм Манлихер-Шенауер | Поворотный | 1903 год |
| Dutch Mannlicher        |             | Нидерланды · Румыния | 6,5×53 мм R                | Поворотный | 1895 год |
| Mauser M1889            |             | Аргентина · Бельгия  | 7,65×53 мм Argentino       | Поворотный | 1889 год |